# 練習曲 (リゲティ)

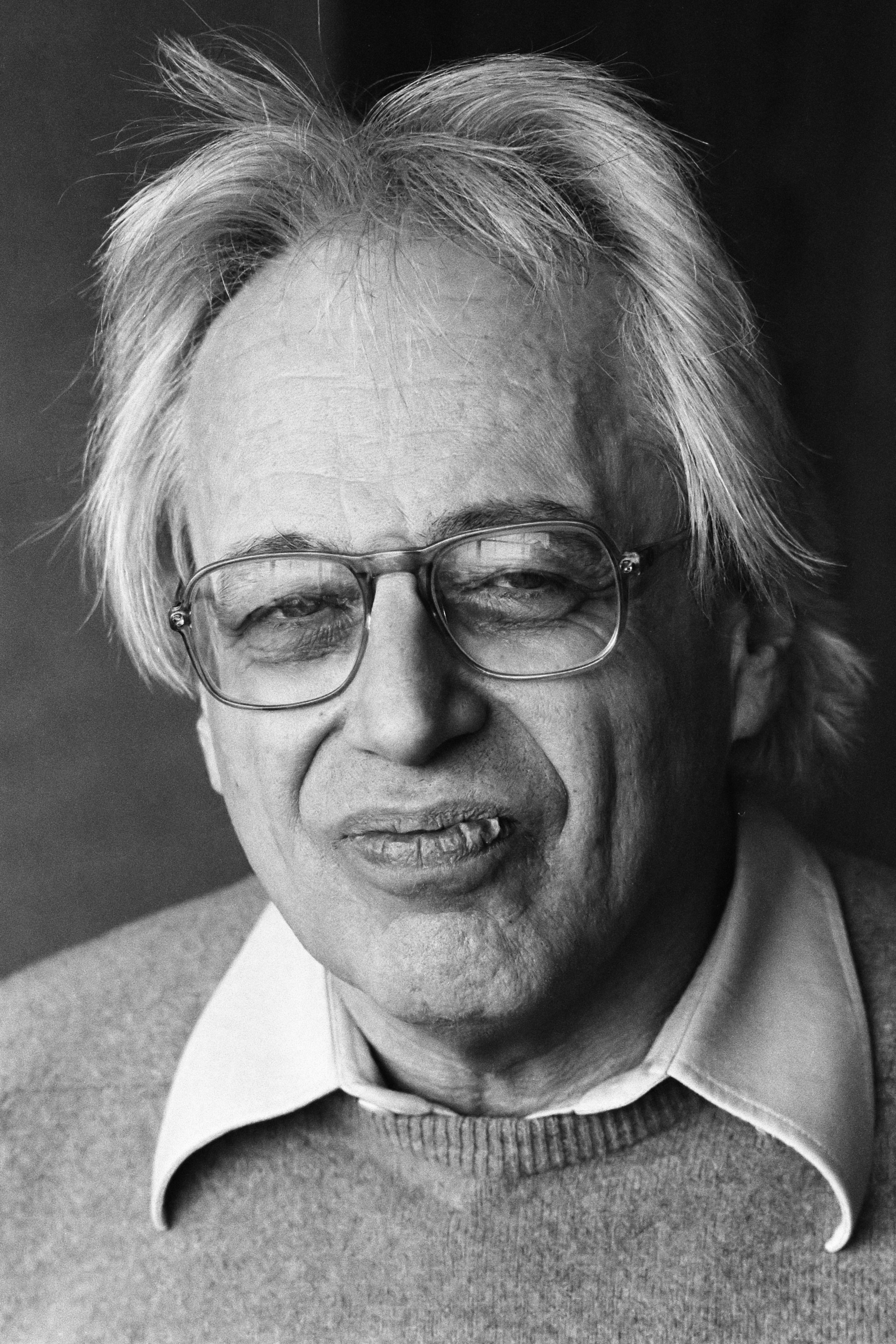
リゲティ・ジェルジュ、1984年。

『ピアノのための練習曲』（Études pour piano）は、ハンガリーの作曲家、リゲティ・ジェルジュが1985年から2001年にかけて作曲した、18曲からなるピアノのための練習曲。本作は作曲者のキャリア後期における主要な作品のひとつに数えられ、20世紀で最も重要なピアノの練習曲のひとつである。ヴィルトゥオーゾ的な技術的課題を表現内容と結び付け、ショパン、リスト、ドビュッシー、スクリャービンらの練習曲の系譜に連なるものとしつつも1950年代以降のリゲティの他作品における発想の集大成として新たな技術上の着想が扱われている。ピアニストのジェレミー・デンクはこれらの練習曲が「彼のキャリアとピアノ音楽の頂点を成す偉業である。まだ新しい曲集であるにもかかわらず、既に古典である。」と記している。

## 作品の意図
18曲の練習曲が3つの巻（Livres）に分かれている。第1巻には6曲（1985年）、第2巻には8曲（1988年-1994年）、第3巻第一葉
には4曲（1995年-2001年）が収められている。リゲティの初期構想ではドビュッシーの練習曲を範とし、2つの巻に6曲ずつの計12曲のみを作るつもりであった。しかし、彼自身が作品の作曲に大きな愉しみを見出したことにより楽曲の範囲は拡大していった。第3巻の4曲は連作の締めくくりとして満足できるものとなっているものの、実のところ第3巻は未完で第一葉のみでありリゲティはさらに書き足す意向であった。しかしこれは晩年、病のために創作力が著しく衰えたために果たされることはなかった。第3巻は第1巻、第2巻と比較して概して穏やかでより単純、そして洗練の度を増している。

### 表題
各曲の表題は専門用語と詩的な表現を織り交ぜたものとなっている。リゲティは表題の候補リストを作成しており、それぞれの曲の初期段階から出版までの間にしばしば変更された。曲を完成するまで表題を付さないこともしばしばあった。

## 18曲の練習曲
第一巻のみ、メトロノーム記号が初版(自筆譜稿)から変更された。以下は改定後の表示である。

### 第1巻
1. 「無秩序」（Désordre） Molto vivace, vigoroso, molto ritmico,  = 63

鍵盤を上がり下がりする急速なポリリズムの練習曲。右手が白鍵のみを弾く一方で左手は黒鍵のみに制限される。これによって手は2つのピッチクラスの領域に切り離されることになる。すなわち右手の音楽が全音階で左手が五音音階である。この楽曲はピエール・ブーレーズに献呈されている。
1. 「開放弦」（Cordes à vide） Andantino rubato, molto tenero,  = 96

　単純でほとんどサティ風の和音が徐々に複雑化していく。これらの和音は基本的に5度音程で構成されており、開放弦を思わせることから曲の表題が付けられた。この楽曲もブーレーズへと献呈されている。
1. 「妨げられた打鍵」（Touches bloquées） Vivacissimo, sempre molto ritmico – Feroce, impetuoso, molto meno vivace – Feroce, estrepitoso – Tempo I

2つの異なるリズムパターンが組み合わされる。片方の手が急速かつ一様な旋律パターンを弾き、他方の手が一部の鍵盤を無音の状態で押さえることによりそれを「妨げ」る。この曲がブーレーズに献呈された最後の曲となった。
1. 「ファンファーレ」（Fanfares） Vivacissimo, molto ritmico,  = 63, con alegria e slancio

旋律と伴奏が頻繁に入れ替わるこの練習曲はアクサクに影響を受けたリズムと8分の8拍子のオスティナートを特徴としており、8つの8分音符が3+2+3に分割される。このオスティナートリズムはヴァイオリン、ホルン、ピアノのための三重奏曲にも用いられている。この曲はフォルカー・バンフィールドへと献呈されている。
1. 「虹」（Arc-en-ciel） Andante con eleganza, with swing,  ca. 84

　音が弧を描きつつ上がり下がりする様が虹を思い起こさせる。この曲はルイーズ・シブールに献呈された。
1. 「ワルシャワの秋」（Automne à Varsovie） Presto cantabile, molto ritmico e flessibile,  = 132

この曲の表題は、毎年開催される現代音楽の音楽祭であるワルシャワの秋のことを指している。リゲティ自身はこの練習曲について"tempo fugue"（フーガのテンポで）と述べている。複数のテンポの練習曲であり、はじめの下降音型が絶えず変容することで構成される - リゲティによれば"lamento motif"（嘆きのモチーフ）であるという。3、4、5、6、7、8のグループが重なり合い、最後には鍵盤の最低音に辿り着く。この曲はリゲティのポーランドの友人たちへと捧げられた。

### 第2巻
1. 「悲しい鳩」（Galamb Borong） Vivacissimo luminoso, legato possible,  = 40 or faster – semplice, da lontano

ジャワ語のように響く表題はこの曲が受けたガムランからの影響を反映したものであるが、実際にはどちらの単語もハンガリー語である。「無秩序」の際と同様に2つの手で相補的な音階を奏するが、この曲の場合はそれぞれが2つの全音音階のうちのひとつを演奏する。この曲はウルリヒ・エックハルトに献呈された。
1. 「金属」（Fém） Vivace risoluto, con vigore,  = 30 ( = 180,  = 120)

表題は金属を表すハンガリー語である。空虚五度の和音の響きに乗り、短く、不規則かつ非対称的にまとめられた旋律の断片がそれぞれ奏されていく。この練習曲もフォルカー・バンフィールドへ献呈された。
1. 「眩暈」（Vertige） Prestissimo sempre molto legato,  = 48

遠く隔てられた両手が半音階を奏でることにより、終わりなく落ち続ける動きを生み出す。この曲は作曲家のマウリシオ・カーゲルへと捧げられた。本作の完成後、リゲティは3年の間次の練習曲を作曲しなかった。
1. 「魔法使いの弟子」（Der Zauberlehrling） Prestissimo, staccatissimo, leggierissimo

舞踏的な旋律線が不規則に散りばめられたスタッカートのアクセントによる無窮動的な動きの中で保たれる。この曲はピアニストのピエール＝ローラン・エマールに献呈された。
1. 「不安定なままに」（En Suspens） Andante con moto,  = 98

右手は1小節に6拍、左手は4拍で奏し、両方の不規則なフレーズの長さとアクセントが希薄でむしろジャズに近いともいえる和音の綾を織りなす。この曲は作曲家のクルターグ・ジェルジュへ献呈された。
1. 「組み合わせ模様」（Entrelacs） Vivacissimo molto ritmico,  = 100 ( = 65)

直角に交わったリズムパターンが鍵盤を左から右へ横断する間に音量を増していき、7つの異なる韻律の重なりを生み出す。この曲はピアニストのピエール＝ローラン・エマールに献呈された。
1. 「悪魔の階段」（L'escalier du diable） Presto legato, ma leggiero,  = 30

精力的なトッカータが複数のリズムにより鍵盤上で上がり下がりを行い、それが異なる音程と周期の鐘が鳴っているような印象に変化する。演奏に5分以上を要し、これは曲集中で最長となっている。ピアニストのフォルカー・バンフィールドへ献呈された。
1. 「無限の円柱」（Coloana infinită） Presto possible, tempestoso con fuoco,  = 105

この練習曲はコンスタンティン・ブランクーシの同名の彫刻の名前を取って名付けられた。彫刻は拡大と縮小を繰り返すピラミッド状の形から成る（彫刻の方はふつう「無限柱」と訳される）。曲は大音量で上行する和音の連なりを特徴としており、重なり合うことで絶え間なく上昇をしているかのような印象を与える。この曲はヴァンサン・マイエル（Vincent Meyer）へと献呈された。この作品は後に14A番として出版された「Coloana fara sfârşit」の改訂版である。

### 第3巻
1. 「白の上の白」（White on White） Andante con tenerezza,  = 52

最後の個所を除き白鍵の練習曲となっている。静かなカノンで開始し、中間部では素早く動き回る。この曲はエティエンヌ・クーランに捧げられた。
1. 「イリーナのために」（Pour Irina） Andante con espressione, rubato, molto legato,  = 72 – Allegro con moto, sempre legato,  = 152 – Allegro vivace – Molto vivace

この曲も穏やかに開始するが、次第に音価の短い音や新しい音高が追加されることにより熱狂の度を増してくる。この作品はイリーナ・カタエヴァに献呈された。
1. 「息を切らして[注釈 1]」（À bout de souffle） Presto con bravura

　気の狂ったような2声のカノンが緩やかなピアニッシモの和音で不意に終わりを迎える。この作品は数学者のハインツ＝オットー・パイトゲンに献呈された。
1. 「カノン」（Canon） Vivace poco rubato – Prestissimo

両手による短いカノンが、はじめvivaceで、次いでpresto impossibileで奏され、最後は静かで緩やかな和声的カノンで閉じられる。この曲はファビエンヌ・ウィレル（Fabienne Wyler）に献呈された。

### 関連作品
練習曲第14A番: 「Coloana fara sfârşit」（終わりのない柱)
本作は練習曲第14番の初期稿であったが生身の奏者にはあまりにも過酷であると判断され、リゲティはそれぞれの手の音数を減らして和声構造を変更、曲を作り変えた。その後、この原曲はユルゲン・ホッカーにより別途自動ピアノ用に編曲されたが、この作品を演奏したピアニストもいる。
単独のピアノ作品「L'arrache-coeur」（心臓抜き, 1994年）は明らかに練習曲第11番とすべく作られた曲であるが、曲集に組み入れられることはなかった。録音されて音源も販売されているが、ショット社は一般への楽譜の公開に応じていない。